# Edvards Gruzītis
Edvards Gruzītis (ur. 23 stycznia 2004) – łotewski wspinacz sportowy specjalizujący się w boulderingu, wicemistrz igrzysk europejskich, brązowy medalista mistrzostwa świata juniorów i mistrz Europy juniorów. Pochodzi z Rygi.

## Wyniki
| Impreza                     | Rok  | Gospodarz     | bouldering | prowadzenie | na szybkość | łączna |
| --------------------------- | ---- | ------------- | ---------- | ----------- | ----------- | ------ |
| Mistrzostwa świata          | 2021 | Moskwa        | 25         | 66          | —           | —      |
| Mistrzostwa świata          | 2023 | Berno         | 47         | 91          | —           | 58     |
| Igrzyska europejskie        | 2023 | Tarnów        | 02 !       | —           | —           | —      |
| Mistrzostwa Europy          | 2020 | Moskwa        | 9          | 29          | 34          | —      |
| Mistrzostwa Europy          | 2022 | Monachium     | 55         | —           | —           | —      |
| Mistrzostwa świata juniorów | 2018 | Moskwa        | 15         | 45          | 42          | —      |
| Mistrzostwa świata juniorów | 2019 | Arco          | 03 !       | 35          | 38          | —      |
| Mistrzostwa świata juniorów | 2021 | Woroneż       | 5          | 9           | 29          | —      |
| Mistrzostwa Europy juniorów | 2018 | Bruksela Imst | 01 !       | 33          | 22          | —      |
| Mistrzostwa Europy juniorów | 2019 | Bressanone    | 02 !       | —           | —           | —      |
| Mistrzostwa Europy juniorów | 2021 | Perm          | 02 !       | 14          | 23          | —      |
| Mistrzostwa Europy juniorów | 2022 | Graz          | 03 !       | —           | —           | —      |